# Philip Edgcumbe Hughes
Pour les articles homonymes, voir Philip, Edgcumbe et Hughes.
Philip Edgcumbe Hughes (1915-1990) est un ecclésiastique anglican et un théologien spécialiste du Nouveau Testament, dont la vie s'est étendue sur quatre continents :
- l'Australie, où il est né;
- l'Afrique du Sud, où il passa ses années de formation;
- l'Angleterre, où il a été ordonné prêtre anglican;
- les États-Unis, où il est décédé en 1990, à l'âge de 75 ans[3].

## Carrière
Hughes est né en 1915 à Sydney, en Australie puis a déménagé en Afrique du Sud, où il a grandi et obtenu ses diplômes juste avant la Seconde Guerre mondiale (1939-1945) : il a obtenu son diplôme de baccalauréat ès lettres (BA), sa maîtrise (MA) et son doctorat de lettres humaines (en)(DHL) de l'Université de Cape Town, son diplôme de bachelor of Divinity (BD) de l'Université de Londres et son doctorat de théologie (ThD) du Collège australien de théologie (en).
En Afrique du Sud, il a été membre de l'Église d'Angleterre, à brièvement servi comme l'un de ses ministres et a été commissaire de l'évêque président du CESA.
En 1940, Hughes a déménagé en Angleterre pour aller au collège de Tyndale Hall (en) à Bristol, et fut ordonné prêtre en 1941.
Après quelques années de travail pastoral, il revient à l'institution de 1947 à 1953 comme tuteur et directeur adjoint.
Avec Geoffrey Bromiley et Stafford Wright, il a acquis une réputation enviable pour Tyndale Hall en tant que collège évangélique conservateur ayant un intérêt sérieux pour la théologie et une fidélité envers l'anglicanisme historique.
De 1953 à 1956, il a été secrétaire de la Church Society et, de 1959 à 1967, rédacteur en chef du journal de la Church Society, The Churchman.
À partir de 1964, il s'installe aux États-Unis pour enseigner dans des séminaires américains, notamment au Columbia Theological Seminary, à Decatur, en Géorgie (1964-1968), au Séminaire théologique de Westminster de Philadelphie (Pennsylvanie), au Gordon-Conwell Theological Seminary de South Hamilton (MA), et au Trinity School for Ministry de Ambridge (PA).
Lorsqu'il vivait et enseignait en Pennsylvanie, il était recteur associé de l'église épiscopale Saint Jean de Huntingdon Valley.
En théologie, Hughes était un calviniste convaincu, mais il possédait les sympathies d'un véritable chercheurs.
Anglican convaincu, il s’est lancé dans la vie de Église épiscopale des États-Unis et a cherché à renforcer la cause de l’orthodoxie en ses moments difficiles. Ses écrits sont solides en substance et gracieux en prose.
Son grec était excellent et trois de ses livres principaux sont des commentaires de la deuxième épître aux Corinthiens, des commentaires de l'épître aux Hébreux et des commentaires du livre de l'Apocalypse.
En doctrine, sa grande œuvre s'intitule « La Vraie Image : L'Origine et la Destinée de l'Homme en Christ » (The True Image: The Origin and Destiny of Man in Christ) sur la doctrine chrétienne de l'homme.
Il a écrit des études sur les précurseurs des réformateurs: Lefèvre : Pionnier du renouveau ecclésiastique en France (Lefèvre: Pioneer of Ecclesiastical Renewal in France ) et une thèse inédite sur Jean Pic de la Mirandole.
Il a également traduit un ouvrage de Pierre-Charles Marcel intitulé Biblical Doctrine of Infant Baptism (Doctrine biblique du baptême des enfants) qui a eu une grande influence.
Pendant quelques années, il a édité habilement The Churchman.
Hughes est décédé en 1990 à Rydal, en Pennsylvanie. Il était marié avec une dénommé Margaret avec laquelle, ils ont eu une fille, Marion. Pendant ses loisirs, il aimait jouer du piano.

## Œuvres choisies

### Livres
- Philip Edgcumbe Hughes, Scripture and Myth : An Examination of Rudolph Bultmann’s Plea for Demythologization, coll. « Tyndale Biblical Theology Lecture », 1956
- Philip Edgcumbe Hughes, Theology of the English Reformers, Grand Rapids, MI, Eerdmans, 1960 (OCLC 665320)
- Philip Edgcumbe Hughes, Paul’s Second Epistle to the Corinthians : The English Text with Introduction, Exposition and Notes, Grand Rapids, MI, Eerdmans, coll. « New International Commentary on the New Testament », 1962 (ISBN 978-0-8028-2186-7, OCLC 168927)
- Philip Edgcumbe Hughes, Christianity and the Problems of Origins, Philadelphia, PA, Presbyterian and Reformed Pub, coll. « International library of philosophy and theology: Biblical and theological Studies Series », 1964 (OCLC 4988519)
- Philip Edgcumbe Hughes, But for the Grace of God : Divine Initiative and Human Need, vol. 2, Philadelphia, PA, Westminster Press, coll. « Christian Foundations Series », 1964 (OCLC 3460443)
- Philip Edgcumbe Hughes, Evangelicals and Unity, 1964 Philip Edgcumbe Hughes, Evangelicals and Unity, 1964 ?
- Philip Edgcumbe Hughes, Philosophy and Christianity, 1965 Philip Edgcumbe Hughes, Philosophy and Christianity, 1965 ?
- Philip Edgcumbe Hughes, The Register of the Company of Pastors of Geneva in the Time of Calvin, Grand Rapids, MI, Eerdmans, 1966 (OCLC 932592)
- Philip Edgcumbe Hughes, Creative Minds in Contemporary Theology : A Guidebook to the Principal Teachings of Karl Barth, G. C. Berkouwer, Emil Brunner, Rudolf Bultmann, Oscar Cullmann, James Denney, C. H. Dodd, Herman Dooyeweerd, P. T. Forsyth, Charles Gore, Reinhold Niebuhr, Pierre Teilhard de Chardin, and Paul Tillich, Grand Rapids, MI, Eerdmans, 1966 (OCLC 7911)
- Philip Edgcumbe Hughes, Guidelines : Anglican Evangelicals Face the Future, 1967 Philip Edgcumbe Hughes, Guidelines : Anglican Evangelicals Face the Future, 1967 ?
- Philip Edgcumbe Hughes, Interpreting Prophecy : An Essay in Biblical Perspectives, Grand Rapids, MI, Eerdmans, 1976, 135 p. (ISBN 978-0-8028-1630-6, OCLC 1974000)
- Philip Edgcumbe Hughes, A Commentary on the Epistle to the Hebrews, Grand Rapids, MI, Eerdmans, 1977, 623 p. (ISBN 978-0-8028-3495-9, OCLC 2985322)
- Philip Edgcumbe Hughes, Hope for a Despairing World : The Christian Answer to The Problem of Evil, Grand Rapids, MI, Baker Book House, 1977 (OCLC 3915293)
- Philip Edgcumbe Hughes, Faith and Works : Cranmer and Hooker on Justification, Wilton, CT, Morehouse-Barlow Co., 1982, 306 p. (ISBN 978-0-8192-1315-0, OCLC 9162216)
- Philip Edgcumbe Hughes, Christian Ethics in Secular Society, Grand Rapids, MI, Baker Book House, 1983 (ISBN 978-0-8010-4267-6, OCLC 9543602)
- Philip Edgcumbe Hughes, Lefèvre : Pioneer of Ecclesiastical Renewal in France, Grand Rapids, MI, Eerdmans, 1984, 210 p. (ISBN 978-0-8028-0015-2, OCLC 10998153)
- Philip Edgcumbe Hughes, No Cross, No Crown : The Temptations of Jesus, Wilton, CT, Morehouse Publishing, 1988, 86 p. (ISBN 978-0-8192-1423-2)
- Philip Edgcumbe Hughes, The True Image : The Origin and Destiny of Man in Christ, Grand Rapids, MI, Eerdmans, 1989, 430 p. (ISBN 978-0-8028-0314-6, OCLC 18414422)
- Philip Edgcumbe Hughes, The Book of the Revelation : A Commentary, Grand Rapids, MI, Eerdmans, coll. « Pillar New Testament Commentary », 1990, 242 p. (ISBN 978-0-8028-3684-7, OCLC 22239684) Philip Edgcumbe Hughes, The Book of the Revelation : A Commentary, Grand Rapids, MI, Eerdmans, coll. « Pillar New Testament Commentary », 1990, 242 p. (ISBN 978-0-8028-3684-7, OCLC 22239684) Philip Edgcumbe Hughes, The Book of the Revelation : A Commentary, Grand Rapids, MI, Eerdmans, coll. « Pillar New Testament Commentary », 1990, 242 p. (ISBN 978-0-8028-3684-7, OCLC 22239684) Philip Edgcumbe Hughes, The Book of the Revelation : A Commentary, Grand Rapids, MI, Eerdmans, coll. « Pillar New Testament Commentary », 1990, 242 p. (ISBN 978-0-8028-3684-7, OCLC 22239684) Philip Edgcumbe Hughes, The Book of the Revelation : A Commentary, Grand Rapids, MI, Eerdmans, coll. « Pillar New Testament Commentary », 1990, 242 p. (ISBN 978-0-8028-3684-7, OCLC 22239684) Philip Edgcumbe Hughes, The Book of the Revelation : A Commentary, Grand Rapids, MI, Eerdmans, coll. « Pillar New Testament Commentary », 1990, 242 p. (ISBN 978-0-8028-3684-7, OCLC 22239684) - Il est à présent épuisé et sera remplacé dans la série par le traitement de Revelation par DA Carson.

### Articles
- « The Biblical Doctrine of the State », The Churchman, vol. 65, no 3,‎ 1951[5]
- « The Doctrine of Justification as Taught by the English Reformers », The Churchman, vol. 76, no 3,‎ 1962[6]
- « The Geneva of John Calvin », The Churchman, vol. 78, no 4,‎ 1964[7]
- « Preaching, Homilies, and Prophesyings in Sixteenth Century England », The Churchman, vol. 89, no 1,‎ 1975[8]
- « The Reformers'View of Inspiration », The Churchman, vol. 111, no 4,‎ 1997[9]